# Dipòsit d'expansió

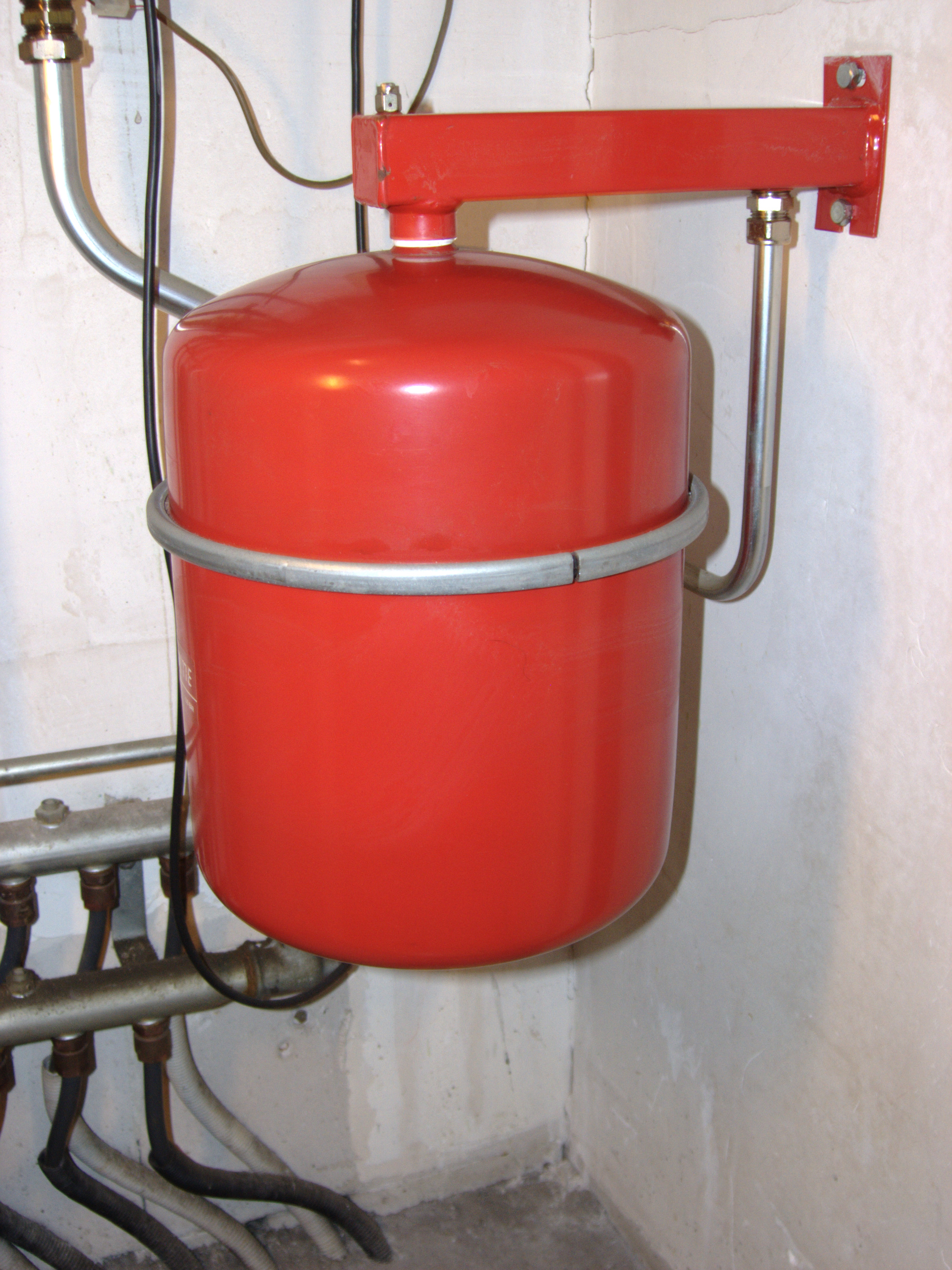
Vas d'expansió.

Un dipòsit d'expansió o vas d'expansió és un element utilitzat en circuits de calefacció d'edificis per absorbir l'augment de volum que es produeix en expandir-se, per escalfament, el fluid portador de calor que conté el circuit. Els vasos d'expansió poden ser de tipus obert o tancat.
Vas d'expansió obertEl vas d'expansió obert és un recipient que ha d'estar col·locat a la part més alta de la instal·lació per recollir l'aigua sobrant de l'expansió i tornar quan es refreda el portador de calor. És important que l'aigua continguda en aquest dipòsit tingui el menor contacte possible amb l'aire, ja que si s'oxigena produiria oxidació dels components de la instal·lació al reintroduir (és molt important no renovar mai o gairebé mai l'aigua continguda en una instal·lació de calefacció). El vas d'expansió obert ha de tenir, sovint, algun dispositiu que eviti que l'aigua continguda es geli (sistema de recirculació), el que pot passar perquè ha d'estar situat a la part superior per sobre de la zona calefactada (a les instal·lacions que té circulació per bomba, ha d'estar almenys quatre metres per sobre de l'emissor més alt, per evitar la cavitació a la bomba).
Vas d'expansió tancatEl vas d'expansió tancat està format per dues zones: una en contacte amb el circuit primari de calefacció i, per tant, plena d'aigua i una segona zona plena d'aire o gas nitrogen és el cas. Aquestes zones estan separades per una membrana impermeable. Quan l'aigua s'expandeix, augmentant de volum, la membrana cedeix comprimint l'aire i aconseguint una pressió de funcionament estable. Aquest tipus de vas produeix una sobrepressió al circuit, qüestió que ha d'estar prevista perquè no faci malbé els seus components. El seu avantatge és que pot estar en el mateix local que les calderes i, per tant, a l'abric de les gelades. Generalment s'identifica a les instal·lacions de calefacció per estar pintat de color taronja i tenir forma de bombona, aquest està col·locat a la part posterior o davantera de les calderes murals i formant part de la instal·lació en les calderes amb suport de peu.